# Rosa María Herreros Osorio
Rosa María Herreros Osorio "Rosita" (Palma, 18 de novembre de 1992) és una futbolista mallorquina, migcampista de l'Atlètic Balears.
Després de vestir la samarreta de la Penya Arrabal per a la temporada 2007-2008, va entrar al Collerense on jugà el seu primer campionat en el partit en que l'equip va guanyar l’ascens a Primera Divisió. Manté la relació amb l'equip fins al final de la temporada 2013-2014, obtenint com a millor resultat el desè lloc de la lliga, assolit la temporada 2013-2014, i els vuitens de final de les edicions 2010 i 2011 de la Copa de la Reina.
La primavera de 2014, gràcies a la concessió d'una beca Erasmus, inicia el seu primer campionat a l'estranger, traslladant-se al Kokkola Futis 10 per competir a la Naisten Liiga, el màxim nivell del campionat finès. Herreros es quedà amb el Kokkola Futis 10 fins al final de la temporada, fent 22 aparicions i marcant 4 gols.
Durant el següent mercat de transferències d'hivern, va aprofitar l'oportunitat d'una nova aventura estrangera, signant un acord amb l'Cuneo per jugar a la Sèrie A, el nivell més alt del futbol italià. Portà la samarreta del club piemontès fins al final de la temporada 2014-2015. En abandonar el club, Herreros sumava 12 aparicions a la lliga, així com dos gols.
Un cop acabades les obligacions contractuals, tornà a Finlàndia, on fou fitxada pel Merilappi United per a la següent temporada. Tot i així el 2016, un cop finalitzat el contracte romangué al país, ja que tornà al Kokkola Futis 10 i, a mitjans de temporada, canvià d'equip i entrà a jugar al GBK. Romandria en aquest equip també durant el 2017 fins al seu ingres en l'Åland United el 2018.